# Josep Gayà
|  | No s'ha de confondre amb Josep Gayá. |

Josep Gayà Pàmies (Reus, segle xviii - 19 d'octubre de 1822) va ser un hisendat i polític català.
Era fiill de Gregori Gayà i Maria Pamies naturals de Vila-seca. Josep Olesti diu que segons l'Eco del Centro de Lectura (núm. 25, 1879), l'any 1812 era capità de la Milícia nacional.
Nomenat alcalde de Reus el 22 de gener de 1821 en substitució de Joan Rincón, destituït del seu càrrec per incompatibilitat donat el parentiu que tenia amb un regidor de l'ajuntament, va rodejar-se de regidors de la classe comercial burgesa i propietaris. Coordinava les seves actuacions amb el govern central moderat i va procurar frenar els sectors més liberals i progressistes de la ciutat, impedint posicionaments radicals de la població. No va aconseguir però dissoldre les societats que actuaven com a clubs revolucionaris. El 1820 hi havia a la ciutat la societat secreta dels "Comuners", vinculada amb els Carbonaris, i el 12 de novembre d'aquell any s'obrí la "Tertúlia patriòtica" on hi acudien els més aferrissats defensors del sistema constitucional, com ara el metge Pere Mata, pare de Pere Mata Fontanet, Cristòfol Montblanch, també metge, el farmacèutic Pere Joan Nadal, el comerciant i militar Marcel·lí Vallduví, el jutge Paulino de los Arcos, el notari Josep Maria Gras, i els militars Juan van Halen i Antoni Baiges, on s'hi afegien també alguns piemontesos exiliats. Josep Gayà es recolzà en la Milícia per protegir els camins i les principals vies de comunicació i organitzà rondes nocturnes per garantir la seguretat ciutadana i l'ordre públic, ja que a partir de la primavera de 1821 es van fer presents a les muntanyes properes diverses partides absolutistes. Com a alcalde, també va prendre diverses mesures contra la pesta groga, habilitant l'edifici del Seminari com a hospital i establint un cordó sanitari a la ciutat. L'historiador reusenc Andreu de Bofarull explica que va organitzar una gran rebuda al general Rafael del Riego quan aquest va visitar la ciutat pel novembre de 1821. Josep Gayà va fer diversos discursos des del balcó de l'ajuntament a la gent congregada a la plaça del Mercadal, i aplaudia les respostes de Riego. Durant tot el seu mandat, i també durant el mandat del seu successor Joan Rincón, van tenir lloc les discussions a les Corts sobre la divisió provincial de l'estat. Reus disputava la capitalitat de la província amb Tarragona, i es van recollir des de l'ajuntament gran quantitat de propostes a favor de Reus dels pobles del Camp de Tarragona, de les Terres de l'Ebre i de l'Aragó, però pel mes d'octubre de 1821 es va decidir que Tarragona en seria la capital. Reus es va seguir movent enviant representants a Madrid, però no es va variar el parer. Antoni Pons, un menestral reusenc autor d'un interessant dietari, diu que a Tarragona, el dia que es va saber aquesta decisió, es van posar il·luminacions a la ciutat i van sortir diversos grups al carrer fent burla de Reus i dient que eren un poble de contrabandistes. De fet el plet va seguir, perquè la divisió provincial no va ser efectiva fins al 1833. Josep Gayà era membre de la Milícia Nacional, i quan va deixar el càrrec d'alcalde l'1 de gener de 1822, va comandar les forces reusenques. Així, el maig d'aquell any, davant de l'aixecament d'un frare de la Trapa amb 500 homes, una columna reusenca es dirigí cap a Torredembarra, sota el comandament de Josep Gaya. Allà va rebre ordres del cap polític de Tarragona per dirigir-se cap a Bonastre, d'allí a Salomó i prosseguir pel coll de Santa Cristina, on es trobaven els reialistes. A l'altura de Bonastre van ser sorpresos per l'enemic, bon coneixedor del terreny, que els preparà una emboscada. Van morir 11 milicians reusencs, un oficial i un tambor de Valls, i Josep Gayà va ser ferit de gravetat. El comandant Gayà va morir d'aquestes ferides uns mesos després, el 18 d'octubre. Tot l'estament municipal i gran quantitat de reusencs acompanyà el fèretre al cementiri, totalment descobert, on es veia a Gayà vestit amb l'uniforme de capità de la Milícia. La ciutat li va retre, a ell i als altres morts pels fets de Bonastre, un impressionant homenatge el 20 de gener de 1823, amb una manifestació de condol en la que també hi van participar els ordes religiosos.